# 1957年の国鉄スワローズ
1957年の国鉄スワローズ（1957ねんのこくてつスワローズ）では、1957年の国鉄スワローズの動向をまとめる。
この年の国鉄スワローズは、この年から監督専任となった宇野光雄監督の2年目のシーズンである。

## 概要
年齢が衰えていた宇野監督は前年のシーズンを終了後、現役を引退して監督に専念。チームは前年優勝の巨人が開幕から出遅れたこともあり、球団創設以来初のAクラス入りが期待されたものの4月は首位の中日に6ゲームも離されて終了。5月以降はチームを立て直し、広島と最終盤まで4位争いを演じた。最終的に広島を突き放して2年連続の4位を勝ち取ったが、巨人の3連覇を許してシーズンを終えた。借金は前年の1ケタから再び2ケタに増えたものの、それでも優勝の巨人に14勝11敗1分で勝ち越し、念願の巨人戦勝ち越しを果たした。投手陣はこの年も金田正一や田所善治郎らが中心投手として活躍し防御率も2.74を記録し、打撃陣では前年まで南海でプレーしていた飯田徳治が加入したこともあり、83本塁打がリーグ2位、チーム打率が.226と打線が若干強化された。しかし、投打のアンバランスは解消されずAクラスに入るのはそれから4年後の1961年、宇野監督の辞任後まで待つことになる。

## チーム成績

### レギュラーシーズン
| 1 | 中 | 鵜飼勝美   |
| 2 | 二 | 佐々木重徳 |
| 3 | 三 | 箱田淳     |
| 4 | 一 | 飯田徳治   |
| 5 | 左 | 佐藤孝夫   |
| 6 | 右 | 町田行彦   |
| 7 | 遊 | 土居章助   |
| 8 | 捕 | 佐竹一雄   |
| 9 | 投 | 田所善治郎 |

| 順位 | 4月終了時 | 4月終了時 | 5月終了時 | 5月終了時 | 6月終了時 | 6月終了時 | 7月終了時 | 7月終了時 | 8月終了時 | 8月終了時 | 9月終了時 | 9月終了時 | 最終成績 | 最終成績 |
| ---- | --------- | --------- | --------- | --------- | --------- | --------- | --------- | --------- | --------- | --------- | --------- | --------- | -------- | -------- |
| 1位  | 中日      | --        | 中日      | --        | 中日      | --        | 中日      | --        | 大阪      | --        | 巨人      | --        | 巨人     | --       |
| 2位  | 大阪      | 0.5       | 大阪      | 3.0       | 巨人      | 1.5       | 大阪      | 3.0       | 巨人      | 0.0       | 中日      | 3.0       | 大阪     | 1.0      |
| 3位  | 巨人      | 3.0       | 巨人      | 5.0       | 広島      | 2.5       | 巨人      | 3.5       | 中日      | 1.0       | 大阪      | 3.0       | 中日     | 4.0      |
| 4位  | 広島      | 4.0       | 広島      | 7.0       | 大阪      | 3.0       | 広島      | 7.0       | 国鉄      | 9.0       | 国鉄      | 15.5      | 国鉄     | 15.5     |
| 5位  | 国鉄      | 6.5       | 国鉄      | 8.5       | 国鉄      | 6.5       | 国鉄      | 7.5       | 広島      | 10.5      | 広島      | 17.5      | 広島     | 21.0     |
| 6位  | 大洋      | 10.0      | 大洋      | 15.5      | 大洋      | 16.5      | 大洋      | 21.0      | 大洋      | 15.5      | 大洋      | 18.0      | 大洋     | 21.5     |

| 順位 | 球団             | 勝 | 敗 | 分 | 勝率 | 差   |
| 1位  | 読売ジャイアンツ | 74 | 53 | 3  | .583 | 優勝 |
| 2位  | 大阪タイガース   | 73 | 54 | 3  | .575 | 1.0  |
| 3位  | 中日ドラゴンズ   | 70 | 57 | 3  | .551 | 4.0  |
| 4位  | 国鉄スワローズ   | 58 | 68 | 4  | .460 | 15.5 |
| 5位  | 広島カープ       | 54 | 75 | 1  | .419 | 21.0 |
| 6位  | 大洋ホエールズ   | 52 | 74 | 4  | .413 | 21.5 |

## オールスターゲーム1957
| ファン投票 | 金田正一 |          |          |
| 監督推薦   | 箱田淳   | 飯田徳治 | 町田行彦 |

## できごと
- 8月21日 - 金田正一が対中日戦（中日スタヂアム）で完全試合達成、スコアは1対0[2]。

## 表彰選手
| リーグ・リーダー | リーグ・リーダー | リーグ・リーダー | リーグ・リーダー |
| 選手名           | タイトル         | 成績             | 回数             |
| ---------------- | ---------------- | ---------------- | ---------------- |
| 佐藤孝夫         | 本塁打王         | 22本             | 初受賞           |
| 飯田徳治         | 盗塁王           | 40個             | 初受賞           |
| 金田正一         | 最優秀防御率     | 1.63             | 初受賞           |
| 金田正一         | 最多勝利         | 28勝             | 初受賞           |
| 金田正一         | 沢村賞           |                  | 2年連続2度目     |

| ベストナイン | ベストナイン | ベストナイン |
| 選手名       | ポジション   | 回数         |
| ------------ | ------------ | ------------ |
| 金田正一     | 投手         | 初受賞       |